# 白钢 (1940年)
白钢（1940年1月7日—），男，江苏人，中国社会科学院政治学研究所研究员，中国社会科学院荣誉学部委员。

## 生平
1964年毕业于南京大学历史学系。